# Sekiro: Shadows Die Twice
Sekiro: Shadows Die Twice là một trò chơi phiêu lưu hành động năm 2019 do FromSoftware phát triển và Activision phát hành. Trò chơi kể về một nhẫn giả tên là Wolf (Sói) và con đường trả thù một gia tộc samurai đã tấn công và bắt cóc lãnh chúa của anh. Game phát hành cho PlayStation 4, Windows và Xbox One vào tháng 3 năm 2019 và cho Stadia vào tháng 10 năm 2020.
Trò chơi tập trung vào yếu tố lén lút, khám phá và chiến đấu, đặc biệt nhấn mạnh vào trận đấu trùm. Trò chơi diễn ra ở đất nước Nhật Bản hư cấu trong Thời kỳ Sengoku và đề cập nhiều đến Thần thoại Phật giáo và triết học. Trong khi làm trò chơi, đạo diễn Miyazaki Hidetaka muốn tạo một tài sản trí tuệ (IP) mới đánh dấu sự khác biệt so với loạt Dark Souls cũng do FromSoftware sản xuất. Các nhà phát triển đã tìm đến các trò chơi như loạt Tenchu để lấy cảm hứng.
Sekiro được các nhà phê bình khen ngợi lối chơi và bối cảnh của nó, đồng thời so sánh với các trò chơi Dark Souls, mặc dù có nhiều ý kiến trái chiều về độ khó. Game đã được đề cử cho nhiều giải thưởng khác nhau và đã giành được một số giải thưởng, bao gồm Giải thưởng trò chơi cho trò chơi của năm. Trò chơi đã bán được hơn mười triệu bản tính đến tháng 9 năm 2023.

## Lối chơi
Sekiro: Shadows Die Twice là một game phiêu lưu hành động góc nhìn thứ ba. So với loạt Souls của FromSoftware, game có ít yếu tố nhập vai hơn, thiếu tạo hình nhân vật, khả năng tăng các chỉ số khác nhau và không có chế độ nhiều người chơi. Game có nâng cấp thiết bị, cây kỹ năng và một số khả năng tùy chỉnh bị hạn chế. Các đòn đánh trong Sekiro chủ yếu sử dụng thanh katana để tấn công thế đứng và sự cân bằng của kẻ địch để có thể sử dụng một đòn hạ sát ngay lập tức hơn là chỉ tấn công để làm giảm điểm máu của kẻ thù.
Trò chơi cũng có các yếu tố lén lút, cho phép người chơi hạ gục kẻ thù ngay lập tức nếu có thể đến gần chúng mà không bị phát hiện. Ngoài ra, người chơi còn có khả năng sử dụng nhiều thiết bị khác nhau để hỗ trợ chiến đấu và thám hiểm, ví dụ như móc kéo. Nếu nhân vật chết, người chơi có thể chọn hồi sinh ngay tại chỗ trong một số điều kiện nhất định thay vì hồi sinh tại các điểm lưu trước đó.

## Cốt truyện
Sau thời kỳ Sengoku, Ashina Isshin nắm quyền kiểm soát vùng đất Ashina. Trong thời gian này, một đứa trẻ mồ côi vô danh được một nhẫn giả lang thang tên là Owl (Cú) nhận nuôi, ông đặt tên cho cậu bé là Wolf và huấn luyện cậu. Hai thập kỷ sau, Ashina đang trên bờ vực sụp đổ, do Isshin giờ đã cao tuổi, ông đổ bệnh và Interior Ministry, một nhóm người được thành lập để thống nhất Nhật Bản, dần dần lụi tàn. Với mong muốn cứu lấy gia tộc, cháu trai nuôi của Isshin là Genichiro đã lên đường tìm kiếm Kuro, hay còn gọi là người thừa kế thần thánh bất tử, với hy vọng sử dụng Di sản rồng trong máu của Kuro để tạo ra một đội quân bất tử. Wolf, giờ đã thành là một nhẫn giả chính thức và là vệ sĩ của Kuro, chiến đấu với Genichiro nhưng anh mất cả Kuro và cánh tay trái. Tuy nhiên vì bất tử, Wolf vẫn sống sót và được một nhẫn giả về hưu tên là Sculptor tìm thấy. Sculptor chăm sóc cho Wolf hồi phục sức khỏe và tặng anh một cánh tay giả.
Với cánh tay nhân tạo, Sekiro tấn công thành Ashina và đối đầu với Genichiro một lần nữa, lần này anh đánh bại hắn. Thay vì trốn khỏi Ashina mãi mãi, Kuro quyết định ở lại và thực hiện nghi thức "Immortal Severance" xóa bỏ Huyết Rồng để ngăn không cho bất kỳ ai khác có được sự bất tử. Sekiro miễn cưỡng đồng ý giúp Kuro và lên đường đến các khu vực quanh thành để thu thập tất cả các thành phần cần thiết của nghi lễ. Khi Sekiro trở về, anh gặp Owl, người được cho là đã bị giết ba năm trước. Owl tiết lộ rằng ông cũng tìm kiếm Huyết Rồng của Kuro và ra lệnh cho Sekiro từ bỏ lòng trung thành của anh với Kuro.
- Nếu Sekiro chọn từ bỏ lòng trung thành của mình, Isshin già sẽ đối đầu với anh nhưng bị anh đánh bại. Khi Isshin chết, Owl tự hào rằng không có gì ngăn cản ông ta giành quyền kiểm soát Nhật Bản nhưng ông bất ngờ bị Sekiro đâm vào lưng. Kuro chứng kiến điều này, nhận ra rằng Sekiro đã bị Huyết Rồng vấy bẩn và đã biến thành một con ác quỷ (Shura). Sau đó Sekiro tàn sát gần như toàn bộ người dân của Ashina, và nhiều năm sau, những câu chuyện về một con quỷ ẩn nấp trong vùng vẫn còn là điều bí ẩn.
- Nếu Sekiro chọn trung thành với Kuro, anh buộc phải chiến đấu và giết Owl. Sekiro sau đó tìm đường đến cõi Thần, chiến đấu với Rồng Thiêng trú ngụ ở đó để lấy Lệ Rồng, là thành phần cuối cùng cần thiết để thực hiện nghi lễ. Khi Sekiro trở về Ashina, anh thấy rằng Isshin cuối cùng đã bị căn bệnh đánh bại và kẻ thù của tộc đã bắt đầu tấn công thành Ashina. Sekiro gặp Kuro ở ngoại thành, nhưng họ bị Genichiro phục kích. Sekiro đánh bại hắn một lần nữa, trong cơn tuyệt vọng, Genichiro hy sinh bản thân để hồi sinh Isshin, một lần nữa Sekiro buộc phải đánh bại ông. Từ đây, ba kết thúc khác có thể xảy ra dựa trên hành động trước đó của Sekiro.

1. Nếu Sekiro thắng thế mà không hoàn toàn nhớ về quá khứ của mình, Kuro nuốt phải Lệ rồng và ra lệnh cho Sekiro giết Kuro để hoàn thành nghi lễ. Sekiro miễn cưỡng làm theo lệnh của Kuro. Sau đó, Sekiro trở thành một nhà điêu khắc và bắt đầu chạm khắc tượng Phật để chuộc lại hành động và giữ cánh tay nhân tạo cho một nhẫn giả khác.
2. Nếu Sekiro thắng sau khi hoàn toàn nhớ lại quá khứ, anh đưa Lệ rồng cho Kuro nhưng hiến tế thân mình thay cho Kuro, đảm bảo rằng Kuro có thể sống mà không cần bất tử. Một thời gian sau, Kuro đến thăm mộ của Sekiro trước khi đi tiếp hành trình của chính mình.
3. Nếu Sekiro có thể lấy được Lệ Rồng đông lạnh từ Thiên Nhi (Divine Child), Kuro uống và hấp thụ nó trái tim của Thiên Nhi. Với linh hồn của Kuro bên trong, Thiên Nhi quyết định đi về phía tây đến nơi Rồng Thiêng sinh ra để trả lại Dragon Heritage về đúng vị trí của nó trong Cõi Thần, ngoài tầm với của mọi phàm nhân nào muốn chiếm lấy nó. Sekiro quyết định đồng hành cùng Thiên Nhi và Kuro.

## Phát triển
Việc phát triển Sekiro bắt đầu vào cuối năm 2015, sau khi hoàn thành bản mở rộng của Bloodborne là The Old Hunter.  Trò chơi đã được tiết lộ thông qua một đoạn giới thiệu tại The Game Awards 2017 vào tháng 12, cho thấy khẩu hiệu "Shadows Die Twice". Tên đầy đủ của trò chơi đã được tiết lộ là Sekiro: Shadows Die Twice trong buổi họp báo của Microsoft tại E3 2018. Game được đạo diễn bởi Hidetaka Miyazaki của FromSoftware, một studio Nhật Bản nổi tiếng với loạt game Souls và Bloodborne. Trò chơi được xuất bản bởi Activision trên toàn thế giới, FromSoftware tự xuất bản game này ở Nhật và Cube Game xuất bản trò chơi ở khu vực châu Á - Thái Bình Dương. Nhạc game Sekiro được sáng tác bởi Yuka Kitamura. Trò chơi được phát hành cho PlayStation 4, Windows và Xbox One vào ngày 22 tháng 3 năm 2019. Một bản sưu tầm của trò chơi cũng được phát hành cùng ngày, được đóng steelbook, một bức tượng của nhân vật chính, một cuốn sách gồm các bản vẽ, một bản đồ thế giới của game, mã tải xuống cho nhạc game và các bản sao đồng xu của trò chơi.
Sekiro lấy cảm hứng từ loạt trò chơi hành động ẩn mật Tenchu do FromSoftware phát hành (phát triển một phần). Nhóm nghiên cứu ban đầu coi việc phát triển trò chơi là phần tiếp theo của Tenchu, nhưng vì loạt game đã được định hình bởi một số hãng khác nhau trước khi họ có được quyền đó nên họ đã chọn đưa dự án theo hướng khác. Miyazaki dự định những thay đổi trong chiến đấu sẽ tạo đúng cảm giác "đấu kiếm" của các đấu sĩ cố gắng tạo ra một đường để ra đòn tấn công chí mạng. Anh và nhóm tạo ra trò chơi để trở thành game chơi đơn hoàn toàn vì họ tin rằng chế độ nhiều người chơi có những hạn chế mà họ muốn tránh. Từ "Sekiro" có nghĩa là "con sói một tay" trong tiếng Nhật, ám chỉ nhân vật, trong khi phụ đề "Shadows Die Twice" ban đầu chỉ được sử dụng như một khẩu hiệu cho đoạn giới thiệu đến khi Activision yêu cầu giữ đó là tên cuối cùng. Mặc dù trò chơi diễn ra trong thời kỳ Sengoku của lịch sử Nhật Bản nhưng không có người hoặc địa điểm lịch sử thật nào xuất hiện trong trò chơi.

## Đón nhận
Theo tổng hợp đánh giá Metacritic, Sekiro đã nhận được "sự hoan nghênh toàn cầu" đối với các phiên bản PlayStation 4 và Xbox One và các đánh giá "nói chung là thuận lợi" đối với phiên bản Windows. Nhiều nhà phê bình ca ngợi lối chiến đấu của trò chơi khác với phong cách điển hình của các trò chơi tương tự khác của FromSoftware. Trong một bài đánh giá cho Destructoid, Chris Carter đã mô tả trận chiến mở "giống như một điệu valse" và ca ngợi việc  người chơi co thể tiếp cận trận chiến theo nhiều cách khác nhau, ông viết rằng người chơi có nhiều lựa chọn hơn trongDark Souls hoặc Bloodborne. Brandin Tyrell từ IGN ca ngợi trò chơi tập trung vào "kiếm thuật tích tắc", và mặc dù "đối với bất kỳ tay chơi kỳ cựu nào của dòng Souls thì lối chơi tấn công và chém dựa trên thời gian là quá quen thuộc", thì "cảm giác an toàn" của trò chơi khiến trận chiến có cảm giác "tươi và mới mẻ". Tom Senior của PC Gamer khen trận chiến "đẹp mắt" và ca ngợi hệ thống tư thế, viết rằng "thay vì cắt giảm thanh máu cho đến khi kẻ địch nằm xuống, bạn áp đảo thanh máu đó bằng các đòn tấn công và đỡ đòn hoàn hảo cho đến khi sơ hở xuất hiện rồi kết thúc bằng một đòn chí mạng". Ông nói hệ thống lấy "sự thanh tẩy" khi đánh bại một con trùm là tuyệt vời và "tập trung tất cả cảm xúc đó vào một tích tắc". Trong một bài đánh giá cho trang web GameSpot, Tamoor Hussain đã viết trò chơi "viết lại các quy tắc tương tác", trong khi các trò chơi FromSoftware trước đây yêu cầu ra quyết định nhanh chóng, Sekiro "thúc đẩy những đòi hỏi này xa hơn" hơn bao giờ hết. Những người đánh giá cũng ca ngợi cơ chế hồi sinh, Carter gọi nó là "thiên tài" và các tùy chọn tàng hình, giúp người chơi tự do mà không cảm thấy gián đoạn.
Phản ứng về việc thiếu chế độ nhiều người chơi trực tuyến là trái chiều. Một số người đánh giá khen ngợi việc trò chơi có một nút tạm dừng hoàn toàn. Tuy nhiên, Tyrell lưu ý rằng ông "đã bỏ lỡ những ghi chú nhỏ do những người khác trên thế giới hay để lại cảnh báo cho tôi về các mối đe dọa sắp xảy ra hoặc những bí mật ẩn giấu, hoặc cảm giác mơ hồ rằng mối nguy hiểm rình rập sau lưng tôi dưới hình thức một người chơi xâm lược" đã xác định khi trải nghiệm chơi "trò chơi Soulsborne". Ông cũng nhận thấy "thiếu các trận chiến PvP, có vẻ như giống lãng phí sự chú trọng mới vào kiếm thuật dựa trên kỹ năng" và lập luận rằng cơ chế đỡ và chặn sẽ phù hợp với lối chơi trực tuyến.
Tương tự như các trò chơi FromSoftware khác, độ khó cao của trò chơi đã chia rẽ người chơi và nhà báo. Một số nhà phê bình ca ngợi độ khó, trong đó Senior gọi nó là "tàn bạo" nhưng "ngoạn mục". Hussain đã viết trò chơi "trừng phạt bạn vì những bước đi sai lầm" và "phù hợp với những người có tính kiên định và có sở thích rất cụ thể, hơi khổ cực trong trò chơi" nhưng lập luận rằng chiến thắng đem lại cảm giác "mãnh liệt" và "vui mừng". Tyrell đã viết trận chiến có một "đường cong dốc để thành thạo nó" nhưng cho rằng nó "dễ hơn một chút so với những tiền nhiệm" trong khi vẫn mang lại cảm giác trở thành "kiếm sĩ vĩ đại nhất từng tồn tại" sau những chiến thắng cam go. Tuy nhiên, một số nhà báo thấy nó quá khó, với Don Rowe từ The Spinoff đãà "tức giận" và viết rằng anh ấy không thấy vui sau sáu giờ chơi game. Vài ngày sau khi trò chơi phát hành, các modder đã cố gắng phát triển các bản mod giúp trò chơi dễ hơn bằng cách thay đổi tốc độ của nhân vật người chơi so với trò chơi. James Davenport của PC Gamer nói rằng trùm cuối của trò chơi quá khó để bị đánh bại nếu không có sự trợ giúp của phần mềm.

### Doanh thu
Vào ngày phát hành, Sekiro đã thu hút hơn 108.000 người chơi đồng thời trên Steam, đây là trò chơi cao thứ ba trong số các trò chơi Nhật Bản trên nền tảng này, chỉ sau Monster Hunter: World và Dark Souls III. Cuối tháng 3, nó đã đạt hơn 125.000 người chơi đồng thời trên Steam, trở thành một trong những trò chơi được chơi nhiều nhất trên nền tảng này vào thời điểm đó. Trong tuần đầu tiên ra mắt, Sekiro đã đứng đầu bảng xếp hạng Vương quốc Anh và EMEAA (Châu Âu, Trung Đông, Châu Phi, Châu Á), vượt qua Tom Clancy's The Division 2. Tại Nhật Bản, trò chơi ra mắt với 157.548 bản bán lẻ bán ra vào cuối tuần đầu tiên. Trong vòng mười ngày kể từ ngày phát hành, hơn hai triệu bản đã được bán trên toàn thế giới, con số này đã tăng lên hơn năm triệu bản vào tháng 7 năm 2020.

### Giải thưởng
Trò chơi đã được đề cử và giành được một số giải thưởng, bao gồm trò chơi của năm tại The Game Awards 2019, bởi những biên tập viên của GameSpot, và bởi người hâm mộ trong Giải thưởng Steam 2019.
| Năm  | Giải thưởng                       | Thể loại                               | Kết quả   | Chú thích     |
| ---- | --------------------------------- | -------------------------------------- | --------- | ------------- |
| 2018 | Game Critics Awards               | Best of Show                           | Đề cử     | [ 49 ]        |
| 2018 | Game Critics Awards               | Best Original Game                     | Đề cử     | [ 49 ]        |
| 2018 | Game Critics Awards               | Best Console Game                      | Đề cử     | [ 49 ]        |
| 2018 | Game Critics Awards               | Best Action/Adventure Game             | Đề cử     | [ 49 ]        |
| 2018 | Golden Joystick Awards            | Most Wanted Game                       | Đề cử     | [ 50 ]        |
| 2018 | Gamers' Choice Awards             | Most Anticipated Game                  | Đề cử     | [ 51 ]        |
| 2019 | Japan Game Awards                 | Award for Excellence                   | Đoạt giải | [ 52 ]        |
| 2019 | Golden Joystick Awards            | Best Visual Design                     | Đề cử     | [ 53 ] [ 54 ] |
| 2019 | Golden Joystick Awards            | Ultimate Game of the Year              | Đề cử     | [ 53 ] [ 54 ] |
| 2019 | The Game Awards 2019              | Game of the Year                       | Đoạt giải | [ 46 ]        |
| 2019 | The Game Awards 2019              | Best Game Direction                    | Đề cử     | [ 46 ]        |
| 2019 | The Game Awards 2019              | Best Art Direction                     | Đề cử     | [ 46 ]        |
| 2019 | The Game Awards 2019              | Best Audio Design                      | Đề cử     | [ 46 ]        |
| 2019 | The Game Awards 2019              | Best Action/Adventure Game             | Đoạt giải | [ 46 ]        |
| 2020 | 23rd Annual D.I.C.E. Awards       | Action Game of the Year                | Đề cử     | [ 55 ]        |
| 2020 | 23rd Annual D.I.C.E. Awards       | Outstanding Achievement in Game Design | Đề cử     | [ 55 ]        |
| 2020 | Game Developers Choice Awards     | Game of the Year                       | Đề cử     | [ 56 ]        |
| 2020 | Game Developers Choice Awards     | Best Visual Art                        | Đề cử     | [ 56 ]        |
| 2020 | Game Developers Choice Awards     | Best Design                            | Đề cử     | [ 56 ]        |
| 2020 | SXSW Gaming Awards                | Video Game of the Year                 | Đoạt giải | [ 57 ] [ 58 ] |
| 2020 | SXSW Gaming Awards                | Excellence in Gameplay                 | Đề cử     | [ 57 ] [ 58 ] |
| 2020 | SXSW Gaming Awards                | Excellence in Technical Achievement    | Đề cử     | [ 57 ] [ 58 ] |
| 2020 | SXSW Gaming Awards                | Excellence in Visual Achievement       | Đoạt giải | [ 57 ] [ 58 ] |
| 2020 | 16th British Academy Games Awards | Best Game                              | Đề cử     | [ 59 ]        |
| 2020 | 16th British Academy Games Awards | Animation                              | Đề cử     | [ 59 ]        |
| 2020 | 16th British Academy Games Awards | Game Design                            | Đề cử     | [ 59 ]        |
| 2020 | 16th British Academy Games Awards | Technical Achievement                  | Đề cử     | [ 59 ]        |